# Lista di asteroidi (262001-263000)
Di seguito una lista di asteroidi dal numero 262001 al 263000 con data di scoperta e scopritore.

## 262001-262100
| Nome     | Designazione provvisoria | Data di scoperta  | Scopritore            |
| -------- | ------------------------ | ----------------- | --------------------- |
| 262001 - | 2006 QB53                | 23 agosto 2006    | NEAT                  |
| 262002 - | 2006 QE57                | 23 agosto 2006    | Balam, D. D.          |
| 262003 - | 2006 QE60                | 20 agosto 2006    | NEAT                  |
| 262004 - | 2006 QZ60                | 21 agosto 2006    | LINEAR                |
| 262005 - | 2006 QL63                | 24 agosto 2006    | LINEAR                |
| 262006 - | 2006 QH73                | 21 agosto 2006    | Spacewatch            |
| 262007 - | 2006 QG77                | 22 agosto 2006    | NEAT                  |
| 262008 - | 2006 QK78                | 22 agosto 2006    | NEAT                  |
| 262009 - | 2006 QP78                | 22 agosto 2006    | NEAT                  |
| 262010 - | 2006 QS79                | 24 agosto 2006    | LINEAR                |
| 262011 - | 2006 QH80                | 24 agosto 2006    | NEAT                  |
| 262012 - | 2006 QZ80                | 24 agosto 2006    | NEAT                  |
| 262013 - | 2006 QN82                | 25 agosto 2006    | LINEAR                |
| 262014 - | 2006 QO84                | 27 agosto 2006    | Spacewatch            |
| 262015 - | 2006 QR87                | 27 agosto 2006    | Spacewatch            |
| 262016 - | 2006 QP95                | 16 agosto 2006    | NEAT                  |
| 262017 - | 2006 QS95                | 16 agosto 2006    | NEAT                  |
| 262018 - | 2006 QN98                | 22 agosto 2006    | NEAT                  |
| 262019 - | 2006 QQ98                | 22 agosto 2006    | NEAT                  |
| 262020 - | 2006 QL99                | 23 agosto 2006    | NEAT                  |
| 262021 - | 2006 QV104               | 28 agosto 2006    | LINEAR                |
| 262022 - | 2006 QO106               | 28 agosto 2006    | CSS                   |
| 262023 - | 2006 QP109               | 28 agosto 2006    | Spacewatch            |
| 262024 - | 2006 QP110               | 28 agosto 2006    | LONEOS                |
| 262025 - | 2006 QH111               | 28 agosto 2006    | Lin, H.-C., Ye, Q.-z. |
| 262026 - | 2006 QT111               | 22 agosto 2006    | NEAT                  |
| 262027 - | 2006 QA115               | 27 agosto 2006    | LONEOS                |
| 262028 - | 2006 QG120               | 29 agosto 2006    | CSS                   |
| 262029 - | 2006 QH121               | 29 agosto 2006    | CSS                   |
| 262030 - | 2006 QE123               | 29 agosto 2006    | Spacewatch            |
| 262031 - | 2006 QD131               | 20 agosto 2006    | NEAT                  |
| 262032 - | 2006 QD132               | 22 agosto 2006    | NEAT                  |
| 262033 - | 2006 QZ132               | 23 agosto 2006    | NEAT                  |
| 262034 - | 2006 QD133               | 23 agosto 2006    | NEAT                  |
| 262035 - | 2006 QD134               | 24 agosto 2006    | NEAT                  |
| 262036 - | 2006 QD141               | 18 agosto 2006    | NEAT                  |
| 262037 - | 2006 QD142               | 18 agosto 2006    | NEAT                  |
| 262038 - | 2006 QT142               | 30 agosto 2006    | LINEAR                |
| 262039 - | 2006 QL149               | 18 agosto 2006    | Spacewatch            |
| 262040 - | 2006 QS149               | 18 agosto 2006    | Spacewatch            |
| 262041 - | 2006 QG157               | 19 agosto 2006    | Spacewatch            |
| 262042 - | 2006 QS157               | 19 agosto 2006    | Spacewatch            |
| 262043 - | 2006 QE159               | 19 agosto 2006    | Spacewatch            |
| 262044 - | 2006 QD161               | 19 agosto 2006    | Spacewatch            |
| 262045 - | 2006 QT164               | 29 agosto 2006    | LONEOS                |
| 262046 - | 2006 QD176               | 22 agosto 2006    | Buie, M. W.           |
| 262047 - | 2006 QN182               | 28 agosto 2006    | Becker, A. C.         |
| 262048 - | 2006 QS182               | 18 agosto 2006    | Spacewatch            |
| 262049 - | 2006 QU182               | 18 agosto 2006    | Spacewatch            |
| 262050 - | 2006 QJ184               | 18 agosto 2006    | Spacewatch            |
| 262051 - | 2006 RP6                 | 14 settembre 2006 | CSS                   |
| 262052 - | 2006 RX7                 | 12 settembre 2006 | CSS                   |
| 262053 - | 2006 RA8                 | 12 settembre 2006 | CSS                   |
| 262054 - | 2006 RB8                 | 12 settembre 2006 | CSS                   |
| 262055 - | 2006 RC16                | 14 settembre 2006 | NEAT                  |
| 262056 - | 2006 RK18                | 14 settembre 2006 | CSS                   |
| 262057 - | 2006 RM20                | 15 settembre 2006 | LINEAR                |
| 262058 - | 2006 RJ27                | 14 settembre 2006 | CSS                   |
| 262059 - | 2006 RJ31                | 15 settembre 2006 | Spacewatch            |
| 262060 - | 2006 RO34                | 13 settembre 2006 | NEAT                  |
| 262061 - | 2006 RX34                | 14 settembre 2006 | NEAT                  |
| 262062 - | 2006 RK37                | 12 settembre 2006 | CSS                   |
| 262063 - | 2006 RM41                | 14 settembre 2006 | CSS                   |
| 262064 - | 2006 RD42                | 14 settembre 2006 | Spacewatch            |
| 262065 - | 2006 RH43                | 14 settembre 2006 | Spacewatch            |
| 262066 - | 2006 RF44                | 14 settembre 2006 | Spacewatch            |
| 262067 - | 2006 RY44                | 14 settembre 2006 | Spacewatch            |
| 262068 - | 2006 RV47                | 14 settembre 2006 | NEAT                  |
| 262069 - | 2006 RD49                | 14 settembre 2006 | Spacewatch            |
| 262070 - | 2006 RJ49                | 14 settembre 2006 | Spacewatch            |
| 262071 - | 2006 RY49                | 14 settembre 2006 | Spacewatch            |
| 262072 - | 2006 RL50                | 14 settembre 2006 | Spacewatch            |
| 262073 - | 2006 RW53                | 14 settembre 2006 | Spacewatch            |
| 262074 - | 2006 RR54                | 14 settembre 2006 | Spacewatch            |
| 262075 - | 2006 RE55                | 14 settembre 2006 | Spacewatch            |
| 262076 - | 2006 RV55                | 14 settembre 2006 | Spacewatch            |
| 262077 - | 2006 RN61                | 12 settembre 2006 | CSS                   |
| 262078 - | 2006 RC63                | 14 settembre 2006 | CSS                   |
| 262079 - | 2006 RF64                | 12 settembre 2006 | CSS                   |
| 262080 - | 2006 RF65                | 14 settembre 2006 | NEAT                  |
| 262081 - | 2006 RU65                | 14 settembre 2006 | CSS                   |
| 262082 - | 2006 RE68                | 15 settembre 2006 | Spacewatch            |
| 262083 - | 2006 RK68                | 15 settembre 2006 | Spacewatch            |
| 262084 - | 2006 RP69                | 15 settembre 2006 | Spacewatch            |
| 262085 - | 2006 RK75                | 15 settembre 2006 | Spacewatch            |
| 262086 - | 2006 RT75                | 15 settembre 2006 | Spacewatch            |
| 262087 - | 2006 RE76                | 15 settembre 2006 | Spacewatch            |
| 262088 - | 2006 RW76                | 15 settembre 2006 | Spacewatch            |
| 262089 - | 2006 RG78                | 15 settembre 2006 | Spacewatch            |
| 262090 - | 2006 RO78                | 15 settembre 2006 | Spacewatch            |
| 262091 - | 2006 RY79                | 15 settembre 2006 | Spacewatch            |
| 262092 - | 2006 RP86                | 15 settembre 2006 | Spacewatch            |
| 262093 - | 2006 RT86                | 15 settembre 2006 | Spacewatch            |
| 262094 - | 2006 RF88                | 15 settembre 2006 | Spacewatch            |
| 262095 - | 2006 RG88                | 15 settembre 2006 | Spacewatch            |
| 262096 - | 2006 RL89                | 15 settembre 2006 | Spacewatch            |
| 262097 - | 2006 RO89                | 15 settembre 2006 | Spacewatch            |
| 262098 - | 2006 RD91                | 15 settembre 2006 | Spacewatch            |
| 262099 - | 2006 RD92                | 15 settembre 2006 | Spacewatch            |
| 262100 - | 2006 RG93                | 15 settembre 2006 | Spacewatch            |

## 262101-262200
| Nome                | Designazione provvisoria | Data di scoperta  | Scopritore     |
| ------------------- | ------------------------ | ----------------- | -------------- |
| 262101 -            | 2006 RP97                | 15 settembre 2006 | Spacewatch     |
| 262102 -            | 2006 RE98                | 14 settembre 2006 | NEAT           |
| 262103 -            | 2006 RN98                | 14 settembre 2006 | NEAT           |
| 262104 -            | 2006 RD101               | 14 settembre 2006 | CSS            |
| 262105 -            | 2006 RR104               | 15 settembre 2006 | Becker, A. C.  |
| 262106 Margaretryan | 2006 RU108               | 14 settembre 2006 | Masiero, J.    |
| 262107 -            | 2006 RX120               | 14 settembre 2006 | Spacewatch     |
| 262108 -            | 2006 RB122               | 15 settembre 2006 | Spacewatch     |
| 262109 -            | 2006 RD122               | 15 settembre 2006 | Spacewatch     |
| 262110 -            | 2006 SG                  | 16 settembre 2006 | Cordell-Lorenz |
| 262111 -            | 2006 SL1                 | 16 settembre 2006 | Spacewatch     |
| 262112 -            | 2006 SE2                 | 16 settembre 2006 | Spacewatch     |
| 262113 -            | 2006 SN4                 | 16 settembre 2006 | CSS            |
| 262114 -            | 2006 SV6                 | 16 settembre 2006 | CSS            |
| 262115 -            | 2006 SG12                | 16 settembre 2006 | LONEOS         |
| 262116 -            | 2006 SE13                | 17 settembre 2006 | CSS            |
| 262117 -            | 2006 SE14                | 17 settembre 2006 | LINEAR         |
| 262118 -            | 2006 SF15                | 17 settembre 2006 | CSS            |
| 262119 -            | 2006 SY15                | 17 settembre 2006 | CSS            |
| 262120 -            | 2006 SR18                | 17 settembre 2006 | Spacewatch     |
| 262121 -            | 2006 SS20                | 18 settembre 2006 | Spacewatch     |
| 262122 -            | 2006 SW20                | 16 settembre 2006 | LONEOS         |
| 262123 -            | 2006 SX26                | 16 settembre 2006 | CSS            |
| 262124 -            | 2006 SL27                | 16 settembre 2006 | CSS            |
| 262125 -            | 2006 SW29                | 17 settembre 2006 | Spacewatch     |
| 262126 -            | 2006 SX29                | 17 settembre 2006 | Spacewatch     |
| 262127 -            | 2006 SH32                | 17 settembre 2006 | Spacewatch     |
| 262128 -            | 2006 SV32                | 17 settembre 2006 | Spacewatch     |
| 262129 -            | 2006 SJ34                | 17 settembre 2006 | CSS            |
| 262130 -            | 2006 SN45                | 18 settembre 2006 | CSS            |
| 262131 -            | 2006 SB51                | 17 settembre 2006 | CSS            |
| 262132 -            | 2006 SL51                | 17 settembre 2006 | LONEOS         |
| 262133 -            | 2006 ST54                | 18 settembre 2006 | CSS            |
| 262134 -            | 2006 SW59                | 18 settembre 2006 | CSS            |
| 262135 -            | 2006 SX60                | 18 settembre 2006 | CSS            |
| 262136 -            | 2006 SW61                | 18 settembre 2006 | CSS            |
| 262137 -            | 2006 SC62                | 18 settembre 2006 | CSS            |
| 262138 -            | 2006 SR62                | 18 settembre 2006 | CSS            |
| 262139 -            | 2006 SW62                | 18 settembre 2006 | CSS            |
| 262140 -            | 2006 SS65                | 19 settembre 2006 | Spacewatch     |
| 262141 -            | 2006 SQ66                | 19 settembre 2006 | Spacewatch     |
| 262142 -            | 2006 SX69                | 19 settembre 2006 | Spacewatch     |
| 262143 -            | 2006 SY70                | 19 settembre 2006 | Spacewatch     |
| 262144 -            | 2006 SO71                | 19 settembre 2006 | Spacewatch     |
| 262145 -            | 2006 SF72                | 19 settembre 2006 | Spacewatch     |
| 262146 -            | 2006 SB73                | 19 settembre 2006 | Spacewatch     |
| 262147 -            | 2006 SC73                | 19 settembre 2006 | Spacewatch     |
| 262148 -            | 2006 SZ73                | 19 settembre 2006 | Spacewatch     |
| 262149 -            | 2006 SB75                | 19 settembre 2006 | Spacewatch     |
| 262150 -            | 2006 SN75                | 19 settembre 2006 | Spacewatch     |
| 262151 -            | 2006 SU75                | 19 settembre 2006 | Spacewatch     |
| 262152 -            | 2006 SX75                | 19 settembre 2006 | Spacewatch     |
| 262153 -            | 2006 SF80                | 18 settembre 2006 | Spacewatch     |
| 262154 -            | 2006 SL82                | 18 settembre 2006 | Spacewatch     |
| 262155 -            | 2006 SB83                | 18 settembre 2006 | Spacewatch     |
| 262156 -            | 2006 SQ85                | 18 settembre 2006 | CSS            |
| 262157 -            | 2006 SY85                | 18 settembre 2006 | Spacewatch     |
| 262158 -            | 2006 SX87                | 18 settembre 2006 | Spacewatch     |
| 262159 -            | 2006 SV90                | 18 settembre 2006 | Spacewatch     |
| 262160 -            | 2006 SR91                | 18 settembre 2006 | Spacewatch     |
| 262161 -            | 2006 SQ92                | 18 settembre 2006 | Spacewatch     |
| 262162 -            | 2006 SZ93                | 18 settembre 2006 | Spacewatch     |
| 262163 -            | 2006 SG94                | 18 settembre 2006 | Spacewatch     |
| 262164 -            | 2006 SN97                | 18 settembre 2006 | Spacewatch     |
| 262165 -            | 2006 SE102               | 19 settembre 2006 | Spacewatch     |
| 262166 -            | 2006 SP103               | 19 settembre 2006 | Spacewatch     |
| 262167 -            | 2006 SN107               | 19 settembre 2006 | CSS            |
| 262168 -            | 2006 SU109               | 20 settembre 2006 | Spacewatch     |
| 262169 -            | 2006 SW110               | 20 settembre 2006 | NEAT           |
| 262170 -            | 2006 SK112               | 23 settembre 2006 | Spacewatch     |
| 262171 -            | 2006 SP114               | 23 settembre 2006 | Spacewatch     |
| 262172 -            | 2006 SE115               | 24 settembre 2006 | Spacewatch     |
| 262173 -            | 2006 SZ116               | 24 settembre 2006 | Spacewatch     |
| 262174 -            | 2006 SP117               | 24 settembre 2006 | Spacewatch     |
| 262175 -            | 2006 SA120               | 18 settembre 2006 | CSS            |
| 262176 -            | 2006 SC120               | 18 settembre 2006 | CSS            |
| 262177 -            | 2006 SF120               | 18 settembre 2006 | CSS            |
| 262178 -            | 2006 SF121               | 18 settembre 2006 | CSS            |
| 262179 -            | 2006 SW125               | 20 settembre 2006 | NEAT           |
| 262180 -            | 2006 SV131               | 16 settembre 2006 | CSS            |
| 262181 -            | 2006 SJ132               | 16 settembre 2006 | CSS            |
| 262182 -            | 2006 SE138               | 20 settembre 2006 | CSS            |
| 262183 -            | 2006 SN138               | 20 settembre 2006 | LONEOS         |
| 262184 -            | 2006 SS140               | 22 settembre 2006 | CSS            |
| 262185 -            | 2006 ST141               | 25 settembre 2006 | LONEOS         |
| 262186 -            | 2006 SY141               | 26 settembre 2006 | CSS            |
| 262187 -            | 2006 SK143               | 19 settembre 2006 | Spacewatch     |
| 262188 -            | 2006 SQ144               | 19 settembre 2006 | Spacewatch     |
| 262189 -            | 2006 SF145               | 19 settembre 2006 | Spacewatch     |
| 262190 -            | 2006 SH151               | 19 settembre 2006 | Spacewatch     |
| 262191 -            | 2006 SQ151               | 19 settembre 2006 | Spacewatch     |
| 262192 -            | 2006 SR151               | 19 settembre 2006 | Spacewatch     |
| 262193 -            | 2006 SG155               | 22 settembre 2006 | CSS            |
| 262194 -            | 2006 SM161               | 23 settembre 2006 | Spacewatch     |
| 262195 -            | 2006 ST165               | 25 settembre 2006 | Spacewatch     |
| 262196 -            | 2006 SB166               | 25 settembre 2006 | Spacewatch     |
| 262197 -            | 2006 SG166               | 25 settembre 2006 | Spacewatch     |
| 262198 -            | 2006 SS167               | 25 settembre 2006 | Spacewatch     |
| 262199 -            | 2006 SY167               | 25 settembre 2006 | Spacewatch     |
| 262200 -            | 2006 SA173               | 25 settembre 2006 | Spacewatch     |

## 262201-262300
| Nome            | Designazione provvisoria | Data di scoperta  | Scopritore          |
| --------------- | ------------------------ | ----------------- | ------------------- |
| 262201 -        | 2006 SH184               | 25 settembre 2006 | Spacewatch          |
| 262202 -        | 2006 SK187               | 26 settembre 2006 | Spacewatch          |
| 262203 -        | 2006 SC193               | 26 settembre 2006 | Mount Lemmon Survey |
| 262204 -        | 2006 SU205               | 25 settembre 2006 | LONEOS              |
| 262205 -        | 2006 SV205               | 25 settembre 2006 | LONEOS              |
| 262206 -        | 2006 SU206               | 25 settembre 2006 | Mount Lemmon Survey |
| 262207 -        | 2006 SJ208               | 26 settembre 2006 | LINEAR              |
| 262208 -        | 2006 SU211               | 26 settembre 2006 | Mount Lemmon Survey |
| 262209 -        | 2006 SK212               | 26 settembre 2006 | Spacewatch          |
| 262210 -        | 2006 SC216               | 27 settembre 2006 | Spacewatch          |
| 262211 -        | 2006 SK217               | 28 settembre 2006 | Spacewatch          |
| 262212 -        | 2006 SX220               | 25 settembre 2006 | Mount Lemmon Survey |
| 262213 -        | 2006 SQ222               | 25 settembre 2006 | Mount Lemmon Survey |
| 262214 -        | 2006 SF224               | 25 settembre 2006 | Mount Lemmon Survey |
| 262215 -        | 2006 SO229               | 26 settembre 2006 | Spacewatch          |
| 262216 -        | 2006 SN230               | 26 settembre 2006 | Spacewatch          |
| 262217 -        | 2006 SR231               | 26 settembre 2006 | LINEAR              |
| 262218 -        | 2006 SG239               | 26 settembre 2006 | Spacewatch          |
| 262219 -        | 2006 SB249               | 26 settembre 2006 | Spacewatch          |
| 262220 -        | 2006 SN251               | 26 settembre 2006 | Spacewatch          |
| 262221 -        | 2006 SA261               | 26 settembre 2006 | Spacewatch          |
| 262222 -        | 2006 SG265               | 26 settembre 2006 | Spacewatch          |
| 262223 -        | 2006 SE267               | 26 settembre 2006 | Spacewatch          |
| 262224 -        | 2006 SO267               | 26 settembre 2006 | Spacewatch          |
| 262225 -        | 2006 SM268               | 26 settembre 2006 | Spacewatch          |
| 262226 -        | 2006 SU270               | 27 settembre 2006 | LONEOS              |
| 262227 -        | 2006 SO274               | 27 settembre 2006 | Mount Lemmon Survey |
| 262228 -        | 2006 SC280               | 29 settembre 2006 | LONEOS              |
| 262229 -        | 2006 SE280               | 29 settembre 2006 | LONEOS              |
| 262230 -        | 2006 SL280               | 29 settembre 2006 | LONEOS              |
| 262231 -        | 2006 SR282               | 25 settembre 2006 | LONEOS              |
| 262232 -        | 2006 SL283               | 26 settembre 2006 | LINEAR              |
| 262233 -        | 2006 SD284               | 26 settembre 2006 | CSS                 |
| 262234 -        | 2006 SF284               | 27 settembre 2006 | LONEOS              |
| 262235 -        | 2006 SR284               | 28 settembre 2006 | LINEAR              |
| 262236 -        | 2006 ST284               | 28 settembre 2006 | CSS                 |
| 262237 -        | 2006 SA286               | 18 settembre 2006 | CSS                 |
| 262238 -        | 2006 SU286               | 22 settembre 2006 | San Marcello        |
| 262239 -        | 2006 SB287               | 22 settembre 2006 | LINEAR              |
| 262240 -        | 2006 SP287               | 22 settembre 2006 | CSS                 |
| 262241 -        | 2006 SU289               | 26 settembre 2006 | CSS                 |
| 262242 -        | 2006 SW289               | 26 settembre 2006 | CSS                 |
| 262243 -        | 2006 SV290               | 25 settembre 2006 | Spacewatch          |
| 262244 -        | 2006 SS292               | 25 settembre 2006 | Spacewatch          |
| 262245 -        | 2006 SD299               | 26 settembre 2006 | Spacewatch          |
| 262246 -        | 2006 SJ299               | 26 settembre 2006 | Mount Lemmon Survey |
| 262247 -        | 2006 SW302               | 27 settembre 2006 | Spacewatch          |
| 262248 -        | 2006 SM304               | 27 settembre 2006 | CSS                 |
| 262249 -        | 2006 SP304               | 27 settembre 2006 | Spacewatch          |
| 262250 -        | 2006 SR306               | 27 settembre 2006 | Mount Lemmon Survey |
| 262251 -        | 2006 SY309               | 27 settembre 2006 | Spacewatch          |
| 262252 -        | 2006 SC310               | 27 settembre 2006 | Spacewatch          |
| 262253 -        | 2006 SD313               | 27 settembre 2006 | Spacewatch          |
| 262254 -        | 2006 SH316               | 27 settembre 2006 | Spacewatch          |
| 262255 -        | 2006 SD318               | 27 settembre 2006 | Spacewatch          |
| 262256 -        | 2006 SC324               | 27 settembre 2006 | Spacewatch          |
| 262257 -        | 2006 SF326               | 27 settembre 2006 | Spacewatch          |
| 262258 -        | 2006 SA327               | 27 settembre 2006 | Spacewatch          |
| 262259 -        | 2006 SJ328               | 27 settembre 2006 | Spacewatch          |
| 262260 -        | 2006 SW329               | 27 settembre 2006 | Spacewatch          |
| 262261 -        | 2006 SG330               | 27 settembre 2006 | Spacewatch          |
| 262262 -        | 2006 ST338               | 28 settembre 2006 | Spacewatch          |
| 262263 -        | 2006 SU338               | 28 settembre 2006 | Spacewatch          |
| 262264 -        | 2006 SM342               | 28 settembre 2006 | Spacewatch          |
| 262265 -        | 2006 SA345               | 28 settembre 2006 | Spacewatch          |
| 262266 -        | 2006 SS345               | 28 settembre 2006 | Spacewatch          |
| 262267 -        | 2006 SH347               | 28 settembre 2006 | Spacewatch          |
| 262268 -        | 2006 ST347               | 28 settembre 2006 | Spacewatch          |
| 262269 -        | 2006 SD348               | 28 settembre 2006 | Spacewatch          |
| 262270 -        | 2006 SD353               | 30 settembre 2006 | CSS                 |
| 262271 -        | 2006 SZ353               | 30 settembre 2006 | CSS                 |
| 262272 -        | 2006 SM354               | 30 settembre 2006 | CSS                 |
| 262273 -        | 2006 ST355               | 30 settembre 2006 | CSS                 |
| 262274 -        | 2006 SL356               | 30 settembre 2006 | CSS                 |
| 262275 -        | 2006 SB357               | 30 settembre 2006 | CSS                 |
| 262276 -        | 2006 SJ359               | 30 settembre 2006 | CSS                 |
| 262277 -        | 2006 SJ360               | 30 settembre 2006 | Mount Lemmon Survey |
| 262278 -        | 2006 SZ360               | 30 settembre 2006 | Mount Lemmon Survey |
| 262279 -        | 2006 SK363               | 30 settembre 2006 | Mount Lemmon Survey |
| 262280 -        | 2006 SP363               | 30 settembre 2006 | Mount Lemmon Survey |
| 262281 -        | 2006 SR363               | 30 settembre 2006 | Mount Lemmon Survey |
| 262282 -        | 2006 SH365               | 30 settembre 2006 | CSS                 |
| 262283 -        | 2006 SM367               | 25 settembre 2006 | CSS                 |
| 262284 -        | 2006 SA369               | 24 settembre 2006 | Moletai             |
| 262285 -        | 2006 SU374               | 16 settembre 2006 | Becker, A. C.       |
| 262286 -        | 2006 SW377               | 17 settembre 2006 | Becker, A. C.       |
| 262287 -        | 2006 SY378               | 18 settembre 2006 | Becker, A. C.       |
| 262288 -        | 2006 SX390               | 17 settembre 2006 | Spacewatch          |
| 262289 -        | 2006 SS391               | 18 settembre 2006 | Spacewatch          |
| 262290 -        | 2006 SC392               | 19 settembre 2006 | Spacewatch          |
| 262291 -        | 2006 SW392               | 27 settembre 2006 | Mount Lemmon Survey |
| 262292 -        | 2006 SR393               | 30 settembre 2006 | Spacewatch          |
| 262293 -        | 2006 SU393               | 30 settembre 2006 | Mount Lemmon Survey |
| 262294 -        | 2006 SA394               | 30 settembre 2006 | Spacewatch          |
| 262295 Jeffrich | 2006 SY395               | 17 settembre 2006 | Masiero, J.         |
| 262296 -        | 2006 SZ403               | 30 settembre 2006 | Mount Lemmon Survey |
| 262297 -        | 2006 SO404               | 30 settembre 2006 | Mount Lemmon Survey |
| 262298 -        | 2006 SP407               | 16 settembre 2006 | LONEOS              |
| 262299 -        | 2006 SW408               | 27 settembre 2006 | Mount Lemmon Survey |
| 262300 -        | 2006 SV411               | 18 settembre 2006 | CSS                 |

## 262301-262400
| Nome     | Designazione provvisoria | Data di scoperta  | Scopritore            |
| -------- | ------------------------ | ----------------- | --------------------- |
| 262301 - | 2006 SC413               | 19 settembre 2006 | CSS                   |
| 262302 - | 2006 TY                  | 1 ottobre 2006    | Birtwhistle, P.       |
| 262303 - | 2006 TE3                 | 2 ottobre 2006    | CSS                   |
| 262304 - | 2006 TY5                 | 2 ottobre 2006    | Mount Lemmon Survey   |
| 262305 - | 2006 TO6                 | 3 ottobre 2006    | Mount Lemmon Survey   |
| 262306 - | 2006 TV10                | 11 ottobre 2006   | Spacewatch            |
| 262307 - | 2006 TZ10                | 15 ottobre 2006   | Herrenberg            |
| 262308 - | 2006 TD11                | 13 ottobre 2006   | Spacewatch            |
| 262309 - | 2006 TZ12                | 10 ottobre 2006   | NEAT                  |
| 262310 - | 2006 TG13                | 10 ottobre 2006   | NEAT                  |
| 262311 - | 2006 TR13                | 10 ottobre 2006   | NEAT                  |
| 262312 - | 2006 TS13                | 10 ottobre 2006   | NEAT                  |
| 262313 - | 2006 TJ14                | 10 ottobre 2006   | NEAT                  |
| 262314 - | 2006 TN15                | 11 ottobre 2006   | Spacewatch            |
| 262315 - | 2006 TU18                | 11 ottobre 2006   | Spacewatch            |
| 262316 - | 2006 TW18                | 11 ottobre 2006   | Spacewatch            |
| 262317 - | 2006 TE19                | 11 ottobre 2006   | Spacewatch            |
| 262318 - | 2006 TX19                | 11 ottobre 2006   | Spacewatch            |
| 262319 - | 2006 TP24                | 12 ottobre 2006   | Spacewatch            |
| 262320 - | 2006 TF26                | 12 ottobre 2006   | Spacewatch            |
| 262321 - | 2006 TH26                | 12 ottobre 2006   | Spacewatch            |
| 262322 - | 2006 TT26                | 12 ottobre 2006   | Spacewatch            |
| 262323 - | 2006 TO27                | 12 ottobre 2006   | Spacewatch            |
| 262324 - | 2006 TR27                | 12 ottobre 2006   | Spacewatch            |
| 262325 - | 2006 TN29                | 12 ottobre 2006   | Spacewatch            |
| 262326 - | 2006 TG31                | 12 ottobre 2006   | Spacewatch            |
| 262327 - | 2006 TO32                | 12 ottobre 2006   | Spacewatch            |
| 262328 - | 2006 TR32                | 12 ottobre 2006   | Spacewatch            |
| 262329 - | 2006 TA36                | 12 ottobre 2006   | Spacewatch            |
| 262330 - | 2006 TE36                | 12 ottobre 2006   | Spacewatch            |
| 262331 - | 2006 TK37                | 12 ottobre 2006   | Spacewatch            |
| 262332 - | 2006 TP37                | 12 ottobre 2006   | Spacewatch            |
| 262333 - | 2006 TR40                | 12 ottobre 2006   | Spacewatch            |
| 262334 - | 2006 TE41                | 12 ottobre 2006   | Spacewatch            |
| 262335 - | 2006 TK41                | 12 ottobre 2006   | Spacewatch            |
| 262336 - | 2006 TE42                | 12 ottobre 2006   | Spacewatch            |
| 262337 - | 2006 TM43                | 12 ottobre 2006   | Spacewatch            |
| 262338 - | 2006 TN43                | 12 ottobre 2006   | Spacewatch            |
| 262339 - | 2006 TR43                | 12 ottobre 2006   | Spacewatch            |
| 262340 - | 2006 TX49                | 12 ottobre 2006   | NEAT                  |
| 262341 - | 2006 TJ52                | 12 ottobre 2006   | Spacewatch            |
| 262342 - | 2006 TW52                | 12 ottobre 2006   | Spacewatch            |
| 262343 - | 2006 TY54                | 12 ottobre 2006   | NEAT                  |
| 262344 - | 2006 TM61                | 15 ottobre 2006   | Lin, C.-S., Ye, Q.-z. |
| 262345 - | 2006 TX61                | 9 ottobre 2006    | NEAT                  |
| 262346 - | 2006 TL62                | 9 ottobre 2006    | NEAT                  |
| 262347 - | 2006 TU62                | 10 ottobre 2006   | NEAT                  |
| 262348 - | 2006 TJ63                | 10 ottobre 2006   | NEAT                  |
| 262349 - | 2006 TQ66                | 11 ottobre 2006   | NEAT                  |
| 262350 - | 2006 TR67                | 11 ottobre 2006   | Spacewatch            |
| 262351 - | 2006 TR69                | 11 ottobre 2006   | NEAT                  |
| 262352 - | 2006 TL70                | 11 ottobre 2006   | NEAT                  |
| 262353 - | 2006 TS70                | 11 ottobre 2006   | NEAT                  |
| 262354 - | 2006 TK72                | 11 ottobre 2006   | NEAT                  |
| 262355 - | 2006 TN73                | 11 ottobre 2006   | NEAT                  |
| 262356 - | 2006 TY74                | 11 ottobre 2006   | NEAT                  |
| 262357 - | 2006 TL77                | 11 ottobre 2006   | NEAT                  |
| 262358 - | 2006 TE81                | 13 ottobre 2006   | Spacewatch            |
| 262359 - | 2006 TL83                | 13 ottobre 2006   | Spacewatch            |
| 262360 - | 2006 TA84                | 13 ottobre 2006   | Spacewatch            |
| 262361 - | 2006 TC84                | 13 ottobre 2006   | Spacewatch            |
| 262362 - | 2006 TK85                | 13 ottobre 2006   | Spacewatch            |
| 262363 - | 2006 TM86                | 13 ottobre 2006   | Spacewatch            |
| 262364 - | 2006 TR87                | 13 ottobre 2006   | Spacewatch            |
| 262365 - | 2006 TF89                | 13 ottobre 2006   | Spacewatch            |
| 262366 - | 2006 TH89                | 13 ottobre 2006   | Spacewatch            |
| 262367 - | 2006 TD90                | 13 ottobre 2006   | Spacewatch            |
| 262368 - | 2006 TX90                | 13 ottobre 2006   | Spacewatch            |
| 262369 - | 2006 TN93                | 15 ottobre 2006   | Spacewatch            |
| 262370 - | 2006 TX94                | 15 ottobre 2006   | Lin, C.-S., Ye, Q.-z. |
| 262371 - | 2006 TZ98                | 15 ottobre 2006   | Spacewatch            |
| 262372 - | 2006 TA99                | 15 ottobre 2006   | Spacewatch            |
| 262373 - | 2006 TB99                | 15 ottobre 2006   | Spacewatch            |
| 262374 - | 2006 TX99                | 15 ottobre 2006   | Spacewatch            |
| 262375 - | 2006 TK101               | 15 ottobre 2006   | Spacewatch            |
| 262376 - | 2006 TS101               | 15 ottobre 2006   | Spacewatch            |
| 262377 - | 2006 TX102               | 15 ottobre 2006   | Spacewatch            |
| 262378 - | 2006 TE109               | 3 ottobre 2006    | Mount Lemmon Survey   |
| 262379 - | 2006 TM110               | 13 ottobre 2006   | Spacewatch            |
| 262380 - | 2006 TJ111               | 1 ottobre 2006    | Becker, A. C.         |
| 262381 - | 2006 TV111               | 1 ottobre 2006    | Becker, A. C.         |
| 262382 - | 2006 TG124               | 2 ottobre 2006    | Mount Lemmon Survey   |
| 262383 - | 2006 TY126               | 3 ottobre 2006    | Mount Lemmon Survey   |
| 262384 - | 2006 TX127               | 12 ottobre 2006   | NEAT                  |
| 262385 - | 2006 UT                  | 16 ottobre 2006   | Ries, W.              |
| 262386 - | 2006 UD1                 | 17 ottobre 2006   | Ries, W.              |
| 262387 - | 2006 UM3                 | 16 ottobre 2006   | CSS                   |
| 262388 - | 2006 UC4                 | 18 ottobre 2006   | Sárneczky, K.         |
| 262389 - | 2006 UP6                 | 16 ottobre 2006   | CSS                   |
| 262390 - | 2006 UH9                 | 16 ottobre 2006   | CSS                   |
| 262391 - | 2006 UK9                 | 16 ottobre 2006   | Spacewatch            |
| 262392 - | 2006 UU9                 | 16 ottobre 2006   | CSS                   |
| 262393 - | 2006 UW9                 | 16 ottobre 2006   | Spacewatch            |
| 262394 - | 2006 UO10                | 17 ottobre 2006   | Mount Lemmon Survey   |
| 262395 - | 2006 US10                | 17 ottobre 2006   | Mount Lemmon Survey   |
| 262396 - | 2006 UV10                | 17 ottobre 2006   | Mount Lemmon Survey   |
| 262397 - | 2006 UM11                | 17 ottobre 2006   | Mount Lemmon Survey   |
| 262398 - | 2006 UN11                | 17 ottobre 2006   | Mount Lemmon Survey   |
| 262399 - | 2006 UO11                | 17 ottobre 2006   | Mount Lemmon Survey   |
| 262400 - | 2006 UT12                | 17 ottobre 2006   | Mount Lemmon Survey   |

## 262401-262500
| Nome             | Designazione provvisoria | Data di scoperta | Scopritore                  |
| ---------------- | ------------------------ | ---------------- | --------------------------- |
| 262401 -         | 2006 UU12                | 17 ottobre 2006  | Mount Lemmon Survey         |
| 262402 -         | 2006 UX13                | 17 ottobre 2006  | Mount Lemmon Survey         |
| 262403 -         | 2006 UE18                | 16 ottobre 2006  | Mount Lemmon Survey         |
| 262404 -         | 2006 UV19                | 16 ottobre 2006  | Spacewatch                  |
| 262405 -         | 2006 UX20                | 16 ottobre 2006  | Spacewatch                  |
| 262406 -         | 2006 UO21                | 16 ottobre 2006  | Spacewatch                  |
| 262407 -         | 2006 UE22                | 16 ottobre 2006  | Mount Lemmon Survey         |
| 262408 -         | 2006 UE23                | 16 ottobre 2006  | Spacewatch                  |
| 262409 -         | 2006 US33                | 16 ottobre 2006  | Spacewatch                  |
| 262410 -         | 2006 UF42                | 16 ottobre 2006  | Spacewatch                  |
| 262411 -         | 2006 UN42                | 16 ottobre 2006  | Spacewatch                  |
| 262412 -         | 2006 UG43                | 16 ottobre 2006  | Spacewatch                  |
| 262413 -         | 2006 UQ44                | 16 ottobre 2006  | Spacewatch                  |
| 262414 -         | 2006 UB45                | 16 ottobre 2006  | Spacewatch                  |
| 262415 -         | 2006 UF45                | 16 ottobre 2006  | Spacewatch                  |
| 262416 -         | 2006 UJ51                | 17 ottobre 2006  | Mount Lemmon Survey         |
| 262417 -         | 2006 UD60                | 19 ottobre 2006  | CSS                         |
| 262418 Samofalov | 2006 UV61                | 17 ottobre 2006  | Andrushivka                 |
| 262419 Suzaka    | 2006 UK63                | 20 ottobre 2006  | Sorimachi, Y., Nakajima, A. |
| 262420 -         | 2006 US68                | 16 ottobre 2006  | CSS                         |
| 262421 -         | 2006 UP69                | 16 ottobre 2006  | CSS                         |
| 262422 -         | 2006 UN70                | 16 ottobre 2006  | CSS                         |
| 262423 -         | 2006 UR70                | 16 ottobre 2006  | CSS                         |
| 262424 -         | 2006 UK71                | 16 ottobre 2006  | Spacewatch                  |
| 262425 -         | 2006 UU72                | 17 ottobre 2006  | Spacewatch                  |
| 262426 -         | 2006 UT75                | 17 ottobre 2006  | Mount Lemmon Survey         |
| 262427 -         | 2006 UG76                | 17 ottobre 2006  | Mount Lemmon Survey         |
| 262428 -         | 2006 UL76                | 17 ottobre 2006  | Mount Lemmon Survey         |
| 262429 -         | 2006 UV79                | 17 ottobre 2006  | Mount Lemmon Survey         |
| 262430 -         | 2006 UK80                | 17 ottobre 2006  | Mount Lemmon Survey         |
| 262431 -         | 2006 UU81                | 17 ottobre 2006  | Mount Lemmon Survey         |
| 262432 -         | 2006 UZ81                | 17 ottobre 2006  | Spacewatch                  |
| 262433 -         | 2006 UD83                | 17 ottobre 2006  | Mount Lemmon Survey         |
| 262434 -         | 2006 UQ83                | 17 ottobre 2006  | CSS                         |
| 262435 -         | 2006 UW86                | 17 ottobre 2006  | Mount Lemmon Survey         |
| 262436 -         | 2006 UG88                | 17 ottobre 2006  | Spacewatch                  |
| 262437 -         | 2006 UD89                | 17 ottobre 2006  | Spacewatch                  |
| 262438 -         | 2006 UK89                | 17 ottobre 2006  | Mount Lemmon Survey         |
| 262439 -         | 2006 UA90                | 17 ottobre 2006  | Spacewatch                  |
| 262440 -         | 2006 US90                | 17 ottobre 2006  | Spacewatch                  |
| 262441 -         | 2006 UB91                | 17 ottobre 2006  | Spacewatch                  |
| 262442 -         | 2006 UD92                | 18 ottobre 2006  | Spacewatch                  |
| 262443 -         | 2006 UM95                | 18 ottobre 2006  | Spacewatch                  |
| 262444 -         | 2006 UP97                | 18 ottobre 2006  | Spacewatch                  |
| 262445 -         | 2006 UW100               | 18 ottobre 2006  | Spacewatch                  |
| 262446 -         | 2006 UP106               | 18 ottobre 2006  | Spacewatch                  |
| 262447 -         | 2006 UF107               | 18 ottobre 2006  | Spacewatch                  |
| 262448 -         | 2006 UT107               | 18 ottobre 2006  | Spacewatch                  |
| 262449 -         | 2006 UE108               | 18 ottobre 2006  | Spacewatch                  |
| 262450 -         | 2006 UJ108               | 18 ottobre 2006  | Spacewatch                  |
| 262451 -         | 2006 UC109               | 18 ottobre 2006  | Spacewatch                  |
| 262452 -         | 2006 UG110               | 19 ottobre 2006  | Spacewatch                  |
| 262453 -         | 2006 UE113               | 19 ottobre 2006  | Spacewatch                  |
| 262454 -         | 2006 UE118               | 19 ottobre 2006  | Spacewatch                  |
| 262455 -         | 2006 UB123               | 19 ottobre 2006  | Spacewatch                  |
| 262456 -         | 2006 UQ124               | 19 ottobre 2006  | Mount Lemmon Survey         |
| 262457 -         | 2006 UB126               | 19 ottobre 2006  | Spacewatch                  |
| 262458 -         | 2006 UP126               | 19 ottobre 2006  | Spacewatch                  |
| 262459 -         | 2006 UG128               | 19 ottobre 2006  | Spacewatch                  |
| 262460 -         | 2006 UX128               | 19 ottobre 2006  | Spacewatch                  |
| 262461 -         | 2006 UP129               | 19 ottobre 2006  | Spacewatch                  |
| 262462 -         | 2006 UF138               | 19 ottobre 2006  | Spacewatch                  |
| 262463 -         | 2006 UU139               | 19 ottobre 2006  | Mount Lemmon Survey         |
| 262464 -         | 2006 UF141               | 19 ottobre 2006  | Mount Lemmon Survey         |
| 262465 -         | 2006 UR145               | 20 ottobre 2006  | Spacewatch                  |
| 262466 -         | 2006 UL146               | 20 ottobre 2006  | Spacewatch                  |
| 262467 -         | 2006 UR149               | 20 ottobre 2006  | Mount Lemmon Survey         |
| 262468 -         | 2006 UO151               | 20 ottobre 2006  | CSS                         |
| 262469 -         | 2006 UT152               | 21 ottobre 2006  | Spacewatch                  |
| 262470 -         | 2006 UQ153               | 21 ottobre 2006  | Spacewatch                  |
| 262471 -         | 2006 UC158               | 21 ottobre 2006  | Mount Lemmon Survey         |
| 262472 -         | 2006 UG158               | 21 ottobre 2006  | Mount Lemmon Survey         |
| 262473 -         | 2006 UH167               | 21 ottobre 2006  | Mount Lemmon Survey         |
| 262474 -         | 2006 UM173               | 22 ottobre 2006  | Mount Lemmon Survey         |
| 262475 -         | 2006 UJ175               | 16 ottobre 2006  | CSS                         |
| 262476 -         | 2006 UM175               | 16 ottobre 2006  | CSS                         |
| 262477 -         | 2006 UQ181               | 16 ottobre 2006  | CSS                         |
| 262478 -         | 2006 UP182               | 16 ottobre 2006  | CSS                         |
| 262479 -         | 2006 UQ182               | 16 ottobre 2006  | CSS                         |
| 262480 -         | 2006 UV192               | 19 ottobre 2006  | Mount Lemmon Survey         |
| 262481 -         | 2006 UD194               | 20 ottobre 2006  | Spacewatch                  |
| 262482 -         | 2006 UN195               | 20 ottobre 2006  | Spacewatch                  |
| 262483 -         | 2006 UG196               | 20 ottobre 2006  | Spacewatch                  |
| 262484 -         | 2006 UV196               | 20 ottobre 2006  | Mount Lemmon Survey         |
| 262485 -         | 2006 UZ196               | 20 ottobre 2006  | Spacewatch                  |
| 262486 -         | 2006 UJ200               | 21 ottobre 2006  | Spacewatch                  |
| 262487 -         | 2006 US200               | 21 ottobre 2006  | Spacewatch                  |
| 262488 -         | 2006 UP202               | 22 ottobre 2006  | CSS                         |
| 262489 -         | 2006 US203               | 22 ottobre 2006  | NEAT                        |
| 262490 -         | 2006 UT207               | 23 ottobre 2006  | Spacewatch                  |
| 262491 -         | 2006 UV210               | 23 ottobre 2006  | Spacewatch                  |
| 262492 -         | 2006 UA212               | 23 ottobre 2006  | Spacewatch                  |
| 262493 -         | 2006 UY212               | 23 ottobre 2006  | Spacewatch                  |
| 262494 -         | 2006 UQ218               | 16 ottobre 2006  | CSS                         |
| 262495 -         | 2006 UK226               | 20 ottobre 2006  | Spacewatch                  |
| 262496 -         | 2006 US226               | 20 ottobre 2006  | Spacewatch                  |
| 262497 -         | 2006 UA227               | 20 ottobre 2006  | NEAT                        |
| 262498 -         | 2006 UM232               | 21 ottobre 2006  | Mount Lemmon Survey         |
| 262499 -         | 2006 UF236               | 23 ottobre 2006  | Spacewatch                  |
| 262500 -         | 2006 UF240               | 23 ottobre 2006  | Spacewatch                  |

## 262501-262600
| Nome           | Designazione provvisoria | Data di scoperta | Scopritore                    |
| -------------- | ------------------------ | ---------------- | ----------------------------- |
| 262501 -       | 2006 UB241               | 23 ottobre 2006  | Mount Lemmon Survey           |
| 262502 -       | 2006 UM255               | 27 ottobre 2006  | Mount Lemmon Survey           |
| 262503 -       | 2006 UR256               | 28 ottobre 2006  | Spacewatch                    |
| 262504 -       | 2006 UN257               | 28 ottobre 2006  | Mount Lemmon Survey           |
| 262505 -       | 2006 UY257               | 28 ottobre 2006  | Mount Lemmon Survey           |
| 262506 -       | 2006 UF259               | 28 ottobre 2006  | Mount Lemmon Survey           |
| 262507 -       | 2006 UU263               | 27 ottobre 2006  | Spacewatch                    |
| 262508 -       | 2006 UQ264               | 27 ottobre 2006  | Spacewatch                    |
| 262509 -       | 2006 UR264               | 27 ottobre 2006  | Mount Lemmon Survey           |
| 262510 -       | 2006 UD267               | 27 ottobre 2006  | CSS                           |
| 262511 -       | 2006 UZ268               | 27 ottobre 2006  | Mount Lemmon Survey           |
| 262512 -       | 2006 UP269               | 27 ottobre 2006  | Spacewatch                    |
| 262513 -       | 2006 UJ271               | 27 ottobre 2006  | Spacewatch                    |
| 262514 -       | 2006 US272               | 27 ottobre 2006  | Spacewatch                    |
| 262515 -       | 2006 UG276               | 28 ottobre 2006  | Mount Lemmon Survey           |
| 262516 -       | 2006 UR277               | 28 ottobre 2006  | Spacewatch                    |
| 262517 -       | 2006 UH279               | 28 ottobre 2006  | Mount Lemmon Survey           |
| 262518 -       | 2006 UN279               | 28 ottobre 2006  | Mount Lemmon Survey           |
| 262519 -       | 2006 UN281               | 28 ottobre 2006  | Mount Lemmon Survey           |
| 262520 -       | 2006 UR281               | 28 ottobre 2006  | Mount Lemmon Survey           |
| 262521 -       | 2006 UD284               | 28 ottobre 2006  | Spacewatch                    |
| 262522 -       | 2006 UJ284               | 28 ottobre 2006  | Spacewatch                    |
| 262523 -       | 2006 UJ289               | 31 ottobre 2006  | Spacewatch                    |
| 262524 -       | 2006 UU290               | 19 ottobre 2006  | Spacewatch                    |
| 262525 -       | 2006 UV312               | 19 ottobre 2006  | Buie, M. W.                   |
| 262526 -       | 2006 UD321               | 19 ottobre 2006  | Buie, M. W.                   |
| 262527 -       | 2006 UN327               | 31 ottobre 2006  | Mount Lemmon Survey           |
| 262528 -       | 2006 UK328               | 17 ottobre 2006  | Mount Lemmon Survey           |
| 262529 -       | 2006 UJ329               | 23 ottobre 2006  | NEAT                          |
| 262530 -       | 2006 UT329               | 29 ottobre 2006  | CSS                           |
| 262531 -       | 2006 UV329               | 30 ottobre 2006  | CSS                           |
| 262532 -       | 2006 UK331               | 17 ottobre 2006  | Mount Lemmon Survey           |
| 262533 -       | 2006 UC338               | 23 ottobre 2006  | Mount Lemmon Survey           |
| 262534 -       | 2006 UF338               | 27 ottobre 2006  | Mount Lemmon Survey           |
| 262535 -       | 2006 UK340               | 19 ottobre 2006  | Mount Lemmon Survey           |
| 262536 Nowikow | 2006 UJ349               | 26 ottobre 2006  | Wiegert, P. A., Papadimos, A. |
| 262537 -       | 2006 UG357               | 21 ottobre 2006  | Spacewatch                    |
| 262538 -       | 2006 VF                  | 1 novembre 2006  | Yeung, W. K. Y.               |
| 262539 -       | 2006 VA4                 | 9 novembre 2006  | Spacewatch                    |
| 262540 -       | 2006 VF6                 | 10 novembre 2006 | Spacewatch                    |
| 262541 -       | 2006 VR6                 | 10 novembre 2006 | Spacewatch                    |
| 262542 -       | 2006 VU6                 | 10 novembre 2006 | Spacewatch                    |
| 262543 -       | 2006 VJ8                 | 11 novembre 2006 | Spacewatch                    |
| 262544 -       | 2006 VS8                 | 11 novembre 2006 | Spacewatch                    |
| 262545 -       | 2006 VU8                 | 11 novembre 2006 | Spacewatch                    |
| 262546 -       | 2006 VN9                 | 11 novembre 2006 | CSS                           |
| 262547 -       | 2006 VP9                 | 11 novembre 2006 | CSS                           |
| 262548 -       | 2006 VR9                 | 11 novembre 2006 | Mount Lemmon Survey           |
| 262549 -       | 2006 VW14                | 9 novembre 2006  | Spacewatch                    |
| 262550 -       | 2006 VF16                | 9 novembre 2006  | Spacewatch                    |
| 262551 -       | 2006 VZ17                | 9 novembre 2006  | Spacewatch                    |
| 262552 -       | 2006 VB18                | 9 novembre 2006  | Spacewatch                    |
| 262553 -       | 2006 VQ19                | 9 novembre 2006  | Spacewatch                    |
| 262554 -       | 2006 VR22                | 10 novembre 2006 | Spacewatch                    |
| 262555 -       | 2006 VL23                | 10 novembre 2006 | Spacewatch                    |
| 262556 -       | 2006 VL24                | 10 novembre 2006 | Spacewatch                    |
| 262557 -       | 2006 VT25                | 10 novembre 2006 | Spacewatch                    |
| 262558 -       | 2006 VP26                | 10 novembre 2006 | Spacewatch                    |
| 262559 -       | 2006 VZ26                | 10 novembre 2006 | Spacewatch                    |
| 262560 -       | 2006 VC27                | 10 novembre 2006 | Spacewatch                    |
| 262561 -       | 2006 VL28                | 10 novembre 2006 | Spacewatch                    |
| 262562 -       | 2006 VN28                | 10 novembre 2006 | Spacewatch                    |
| 262563 -       | 2006 VE29                | 10 novembre 2006 | Spacewatch                    |
| 262564 -       | 2006 VG30                | 10 novembre 2006 | Spacewatch                    |
| 262565 -       | 2006 VH30                | 10 novembre 2006 | Spacewatch                    |
| 262566 -       | 2006 VE31                | 10 novembre 2006 | Spacewatch                    |
| 262567 -       | 2006 VT33                | 11 novembre 2006 | Mount Lemmon Survey           |
| 262568 -       | 2006 VS35                | 11 novembre 2006 | Mount Lemmon Survey           |
| 262569 -       | 2006 VW41                | 12 novembre 2006 | Mount Lemmon Survey           |
| 262570 -       | 2006 VJ43                | 13 novembre 2006 | Spacewatch                    |
| 262571 -       | 2006 VK43                | 13 novembre 2006 | Spacewatch                    |
| 262572 -       | 2006 VH49                | 10 novembre 2006 | Spacewatch                    |
| 262573 -       | 2006 VZ57                | 11 novembre 2006 | Spacewatch                    |
| 262574 -       | 2006 VH60                | 11 novembre 2006 | Spacewatch                    |
| 262575 -       | 2006 VS63                | 11 novembre 2006 | Spacewatch                    |
| 262576 -       | 2006 VQ64                | 11 novembre 2006 | Spacewatch                    |
| 262577 -       | 2006 VQ67                | 11 novembre 2006 | Spacewatch                    |
| 262578 -       | 2006 VW67                | 11 novembre 2006 | Spacewatch                    |
| 262579 -       | 2006 VH68                | 11 novembre 2006 | Spacewatch                    |
| 262580 -       | 2006 VQ71                | 11 novembre 2006 | Mount Lemmon Survey           |
| 262581 -       | 2006 VU73                | 11 novembre 2006 | Spacewatch                    |
| 262582 -       | 2006 VB74                | 11 novembre 2006 | Mount Lemmon Survey           |
| 262583 -       | 2006 VQ78                | 12 novembre 2006 | Mount Lemmon Survey           |
| 262584 -       | 2006 VP81                | 12 novembre 2006 | Lin, H.-C., Ye, Q.-z.         |
| 262585 -       | 2006 VA83                | 13 novembre 2006 | Spacewatch                    |
| 262586 -       | 2006 VJ86                | 14 novembre 2006 | LINEAR                        |
| 262587 -       | 2006 VD95                | 15 novembre 2006 | Rinner, C.                    |
| 262588 -       | 2006 VZ95                | 10 novembre 2006 | Spacewatch                    |
| 262589 -       | 2006 VL96                | 10 novembre 2006 | Spacewatch                    |
| 262590 -       | 2006 VH98                | 11 novembre 2006 | Spacewatch                    |
| 262591 -       | 2006 VX100               | 11 novembre 2006 | CSS                           |
| 262592 -       | 2006 VY100               | 11 novembre 2006 | CSS                           |
| 262593 -       | 2006 VK102               | 12 novembre 2006 | Mount Lemmon Survey           |
| 262594 -       | 2006 VP104               | 13 novembre 2006 | CSS                           |
| 262595 -       | 2006 VK111               | 13 novembre 2006 | Spacewatch                    |
| 262596 -       | 2006 VL114               | 14 novembre 2006 | Mount Lemmon Survey           |
| 262597 -       | 2006 VF116               | 14 novembre 2006 | CSS                           |
| 262598 -       | 2006 VH116               | 14 novembre 2006 | LINEAR                        |
| 262599 -       | 2006 VC118               | 14 novembre 2006 | Spacewatch                    |
| 262600 -       | 2006 VV120               | 14 novembre 2006 | Spacewatch                    |

## 262601-262700
| Nome     | Designazione provvisoria | Data di scoperta | Scopritore           |
| -------- | ------------------------ | ---------------- | -------------------- |
| 262601 - | 2006 VZ120               | 14 novembre 2006 | Spacewatch           |
| 262602 - | 2006 VH121               | 14 novembre 2006 | CSS                  |
| 262603 - | 2006 VU122               | 14 novembre 2006 | Spacewatch           |
| 262604 - | 2006 VP123               | 14 novembre 2006 | Spacewatch           |
| 262605 - | 2006 VP133               | 15 novembre 2006 | LINEAR               |
| 262606 - | 2006 VF134               | 15 novembre 2006 | Mount Lemmon Survey  |
| 262607 - | 2006 VC137               | 15 novembre 2006 | Spacewatch           |
| 262608 - | 2006 VZ140               | 15 novembre 2006 | Spacewatch           |
| 262609 - | 2006 VD141               | 13 novembre 2006 | OAM                  |
| 262610 - | 2006 VU144               | 15 novembre 2006 | CSS                  |
| 262611 - | 2006 VX147               | 15 novembre 2006 | CSS                  |
| 262612 - | 2006 VH148               | 15 novembre 2006 | Mount Lemmon Survey  |
| 262613 - | 2006 VW149               | 9 novembre 2006  | NEAT                 |
| 262614 - | 2006 VD150               | 9 novembre 2006  | NEAT                 |
| 262615 - | 2006 VE151               | 9 novembre 2006  | NEAT                 |
| 262616 - | 2006 VR151               | 9 novembre 2006  | NEAT                 |
| 262617 - | 2006 VT153               | 8 novembre 2006  | NEAT                 |
| 262618 - | 2006 VO171               | 1 novembre 2006  | Spacewatch           |
| 262619 - | 2006 VN172               | 13 novembre 2006 | Mount Lemmon Survey  |
| 262620 - | 2006 WA2                 | 18 novembre 2006 | Yeung, W. K. Y.      |
| 262621 - | 2006 WG2                 | 16 novembre 2006 | Needville            |
| 262622 - | 2006 WU2                 | 20 novembre 2006 | Yeung, W. K. Y.      |
| 262623 - | 2006 WY2                 | 17 novembre 2006 | Siding Spring Survey |
| 262624 - | 2006 WN4                 | 19 novembre 2006 | LINEAR               |
| 262625 - | 2006 WR8                 | 16 novembre 2006 | Spacewatch           |
| 262626 - | 2006 WO14                | 16 novembre 2006 | Mount Lemmon Survey  |
| 262627 - | 2006 WF16                | 17 novembre 2006 | Spacewatch           |
| 262628 - | 2006 WE21                | 17 novembre 2006 | Mount Lemmon Survey  |
| 262629 - | 2006 WT22                | 17 novembre 2006 | Mount Lemmon Survey  |
| 262630 - | 2006 WX27                | 22 novembre 2006 | Yeung, W. K. Y.      |
| 262631 - | 2006 WM32                | 16 novembre 2006 | Spacewatch           |
| 262632 - | 2006 WN33                | 16 novembre 2006 | Spacewatch           |
| 262633 - | 2006 WU33                | 16 novembre 2006 | Spacewatch           |
| 262634 - | 2006 WF39                | 16 novembre 2006 | Spacewatch           |
| 262635 - | 2006 WG39                | 16 novembre 2006 | Spacewatch           |
| 262636 - | 2006 WT40                | 16 novembre 2006 | Spacewatch           |
| 262637 - | 2006 WT41                | 16 novembre 2006 | Mount Lemmon Survey  |
| 262638 - | 2006 WY41                | 16 novembre 2006 | Mount Lemmon Survey  |
| 262639 - | 2006 WA45                | 16 novembre 2006 | CSS                  |
| 262640 - | 2006 WG48                | 16 novembre 2006 | Spacewatch           |
| 262641 - | 2006 WE49                | 16 novembre 2006 | Mount Lemmon Survey  |
| 262642 - | 2006 WT49                | 16 novembre 2006 | Spacewatch           |
| 262643 - | 2006 WS50                | 16 novembre 2006 | Spacewatch           |
| 262644 - | 2006 WK51                | 16 novembre 2006 | Mount Lemmon Survey  |
| 262645 - | 2006 WC52                | 16 novembre 2006 | Spacewatch           |
| 262646 - | 2006 WS53                | 16 novembre 2006 | Spacewatch           |
| 262647 - | 2006 WJ55                | 16 novembre 2006 | Spacewatch           |
| 262648 - | 2006 WE57                | 16 novembre 2006 | Spacewatch           |
| 262649 - | 2006 WY60                | 17 novembre 2006 | Mount Lemmon Survey  |
| 262650 - | 2006 WN61                | 17 novembre 2006 | CSS                  |
| 262651 - | 2006 WL63                | 17 novembre 2006 | Mount Lemmon Survey  |
| 262652 - | 2006 WG69                | 17 novembre 2006 | Mount Lemmon Survey  |
| 262653 - | 2006 WM70                | 18 novembre 2006 | Spacewatch           |
| 262654 - | 2006 WT86                | 18 novembre 2006 | LINEAR               |
| 262655 - | 2006 WL90                | 18 novembre 2006 | Mount Lemmon Survey  |
| 262656 - | 2006 WM90                | 18 novembre 2006 | Mount Lemmon Survey  |
| 262657 - | 2006 WO95                | 19 novembre 2006 | Spacewatch           |
| 262658 - | 2006 WL102               | 19 novembre 2006 | Spacewatch           |
| 262659 - | 2006 WB105               | 19 novembre 2006 | Spacewatch           |
| 262660 - | 2006 WH105               | 19 novembre 2006 | Spacewatch           |
| 262661 - | 2006 WJ105               | 19 novembre 2006 | Spacewatch           |
| 262662 - | 2006 WT108               | 19 novembre 2006 | Spacewatch           |
| 262663 - | 2006 WG109               | 19 novembre 2006 | Spacewatch           |
| 262664 - | 2006 WJ109               | 19 novembre 2006 | Spacewatch           |
| 262665 - | 2006 WK109               | 19 novembre 2006 | Spacewatch           |
| 262666 - | 2006 WA111               | 19 novembre 2006 | Spacewatch           |
| 262667 - | 2006 WB119               | 21 novembre 2006 | Mount Lemmon Survey  |
| 262668 - | 2006 WX120               | 21 novembre 2006 | LINEAR               |
| 262669 - | 2006 WW122               | 21 novembre 2006 | Mount Lemmon Survey  |
| 262670 - | 2006 WH128               | 26 novembre 2006 | Yeung, W. K. Y.      |
| 262671 - | 2006 WZ136               | 19 novembre 2006 | CSS                  |
| 262672 - | 2006 WD138               | 19 novembre 2006 | CSS                  |
| 262673 - | 2006 WH141               | 20 novembre 2006 | Spacewatch           |
| 262674 - | 2006 WP144               | 20 novembre 2006 | Spacewatch           |
| 262675 - | 2006 WV146               | 20 novembre 2006 | Spacewatch           |
| 262676 - | 2006 WS147               | 20 novembre 2006 | LINEAR               |
| 262677 - | 2006 WO150               | 20 novembre 2006 | Spacewatch           |
| 262678 - | 2006 WR153               | 21 novembre 2006 | Mount Lemmon Survey  |
| 262679 - | 2006 WD158               | 22 novembre 2006 | LINEAR               |
| 262680 - | 2006 WL159               | 22 novembre 2006 | Mount Lemmon Survey  |
| 262681 - | 2006 WU159               | 22 novembre 2006 | Spacewatch           |
| 262682 - | 2006 WE160               | 22 novembre 2006 | Mount Lemmon Survey  |
| 262683 - | 2006 WQ165               | 23 novembre 2006 | Spacewatch           |
| 262684 - | 2006 WN166               | 23 novembre 2006 | Spacewatch           |
| 262685 - | 2006 WF169               | 23 novembre 2006 | Spacewatch           |
| 262686 - | 2006 WD170               | 23 novembre 2006 | Spacewatch           |
| 262687 - | 2006 WA173               | 23 novembre 2006 | Spacewatch           |
| 262688 - | 2006 WA177               | 23 novembre 2006 | Mount Lemmon Survey  |
| 262689 - | 2006 WX179               | 24 novembre 2006 | Mount Lemmon Survey  |
| 262690 - | 2006 WE185               | 27 novembre 2006 | Observatoire Naef    |
| 262691 - | 2006 WA186               | 17 novembre 2006 | NEAT                 |
| 262692 - | 2006 WQ189               | 25 novembre 2006 | Mount Lemmon Survey  |
| 262693 - | 2006 WZ191               | 27 novembre 2006 | Spacewatch           |
| 262694 - | 2006 WN192               | 27 novembre 2006 | Spacewatch           |
| 262695 - | 2006 WP192               | 27 novembre 2006 | Spacewatch           |
| 262696 - | 2006 WL194               | 27 novembre 2006 | Spacewatch           |
| 262697 - | 2006 WS194               | 28 novembre 2006 | Spacewatch           |
| 262698 - | 2006 WY194               | 29 novembre 2006 | LINEAR               |
| 262699 - | 2006 WP198               | 18 novembre 2006 | Spacewatch           |
| 262700 - | 2006 WX202               | 27 novembre 2006 | Mount Lemmon Survey  |

## 262701-262800
| Nome                 | Designazione provvisoria | Data di scoperta | Scopritore          |
| -------------------- | ------------------------ | ---------------- | ------------------- |
| 262701 -             | 2006 WZ202               | 16 novembre 2006 | Spacewatch          |
| 262702 -             | 2006 XS                  | 10 dicembre 2006 | Ferrando, R.        |
| 262703 -             | 2006 XL3                 | 12 dicembre 2006 | Kocher, P.          |
| 262704 -             | 2006 XG4                 | 14 dicembre 2006 | Apitzsch, R.        |
| 262705 Vosne-Romanée | 2006 XH4                 | 14 dicembre 2006 | Ory, M.             |
| 262706 -             | 2006 XS4                 | 13 dicembre 2006 | Yeung, W. K. Y.     |
| 262707 -             | 2006 XE5                 | 1 dicembre 2006  | Mount Lemmon Survey |
| 262708 -             | 2006 XO6                 | 9 dicembre 2006  | NEAT                |
| 262709 -             | 2006 XG7                 | 9 dicembre 2006  | Spacewatch          |
| 262710 -             | 2006 XO7                 | 9 dicembre 2006  | Spacewatch          |
| 262711 -             | 2006 XT7                 | 9 dicembre 2006  | NEAT                |
| 262712 -             | 2006 XH8                 | 9 dicembre 2006  | Spacewatch          |
| 262713 -             | 2006 XD12                | 10 dicembre 2006 | Spacewatch          |
| 262714 -             | 2006 XQ14                | 10 dicembre 2006 | Spacewatch          |
| 262715 -             | 2006 XT17                | 10 dicembre 2006 | Spacewatch          |
| 262716 -             | 2006 XE18                | 10 dicembre 2006 | Spacewatch          |
| 262717 -             | 2006 XJ18                | 10 dicembre 2006 | Spacewatch          |
| 262718 -             | 2006 XS19                | 11 dicembre 2006 | Spacewatch          |
| 262719 -             | 2006 XE20                | 11 dicembre 2006 | Spacewatch          |
| 262720 -             | 2006 XV20                | 11 dicembre 2006 | CSS                 |
| 262721 -             | 2006 XA22                | 12 dicembre 2006 | Spacewatch          |
| 262722 -             | 2006 XL24                | 12 dicembre 2006 | Spacewatch          |
| 262723 -             | 2006 XM25                | 12 dicembre 2006 | Mount Lemmon Survey |
| 262724 -             | 2006 XQ28                | 13 dicembre 2006 | CSS                 |
| 262725 -             | 2006 XV28                | 13 dicembre 2006 | LINEAR              |
| 262726 -             | 2006 XY28                | 13 dicembre 2006 | Mount Lemmon Survey |
| 262727 -             | 2006 XL32                | 9 dicembre 2006  | Spacewatch          |
| 262728 -             | 2006 XE33                | 11 dicembre 2006 | Spacewatch          |
| 262729 -             | 2006 XJ37                | 11 dicembre 2006 | Spacewatch          |
| 262730 -             | 2006 XV37                | 11 dicembre 2006 | Spacewatch          |
| 262731 -             | 2006 XX37                | 11 dicembre 2006 | Spacewatch          |
| 262732 -             | 2006 XP38                | 11 dicembre 2006 | Spacewatch          |
| 262733 -             | 2006 XA39                | 11 dicembre 2006 | Spacewatch          |
| 262734 -             | 2006 XN39                | 12 dicembre 2006 | Spacewatch          |
| 262735 -             | 2006 XW39                | 12 dicembre 2006 | Spacewatch          |
| 262736 -             | 2006 XA43                | 12 dicembre 2006 | Mount Lemmon Survey |
| 262737 -             | 2006 XE45                | 13 dicembre 2006 | Spacewatch          |
| 262738 -             | 2006 XN45                | 13 dicembre 2006 | Spacewatch          |
| 262739 -             | 2006 XU46                | 13 dicembre 2006 | CSS                 |
| 262740 -             | 2006 XH47                | 13 dicembre 2006 | LINEAR              |
| 262741 -             | 2006 XA49                | 13 dicembre 2006 | Mount Lemmon Survey |
| 262742 -             | 2006 XE49                | 13 dicembre 2006 | Mount Lemmon Survey |
| 262743 -             | 2006 XT49                | 13 dicembre 2006 | Mount Lemmon Survey |
| 262744 -             | 2006 XA50                | 13 dicembre 2006 | Mount Lemmon Survey |
| 262745 -             | 2006 XB51                | 13 dicembre 2006 | Mount Lemmon Survey |
| 262746 -             | 2006 XJ51                | 13 dicembre 2006 | Spacewatch          |
| 262747 -             | 2006 XN51                | 14 dicembre 2006 | Spacewatch          |
| 262748 -             | 2006 XZ53                | 15 dicembre 2006 | LINEAR              |
| 262749 -             | 2006 XU55                | 15 dicembre 2006 | Mount Lemmon Survey |
| 262750 -             | 2006 XX55                | 13 dicembre 2006 | Mount Lemmon Survey |
| 262751 -             | 2006 XA56                | 13 dicembre 2006 | Mount Lemmon Survey |
| 262752 -             | 2006 XD57                | 13 dicembre 2006 | Mount Lemmon Survey |
| 262753 -             | 2006 XO57                | 14 dicembre 2006 | Mount Lemmon Survey |
| 262754 -             | 2006 XW57                | 14 dicembre 2006 | LINEAR              |
| 262755 -             | 2006 XN58                | 14 dicembre 2006 | Spacewatch          |
| 262756 -             | 2006 XE60                | 14 dicembre 2006 | Spacewatch          |
| 262757 -             | 2006 XN60                | 14 dicembre 2006 | Spacewatch          |
| 262758 -             | 2006 XZ60                | 15 dicembre 2006 | LINEAR              |
| 262759 -             | 2006 XD61                | 15 dicembre 2006 | Mount Lemmon Survey |
| 262760 -             | 2006 XE62                | 15 dicembre 2006 | Spacewatch          |
| 262761 -             | 2006 XO64                | 12 dicembre 2006 | NEAT                |
| 262762 -             | 2006 XP64                | 12 dicembre 2006 | NEAT                |
| 262763 -             | 2006 XH66                | 13 dicembre 2006 | CSS                 |
| 262764 -             | 2006 XE69                | 13 dicembre 2006 | Spacewatch          |
| 262765 -             | 2006 XN69                | 15 dicembre 2006 | Spacewatch          |
| 262766 -             | 2006 XX69                | 11 dicembre 2006 | Spacewatch          |
| 262767 -             | 2006 XY72                | 15 dicembre 2006 | Spacewatch          |
| 262768 -             | 2006 YC1                 | 16 dicembre 2006 | Spacewatch          |
| 262769 -             | 2006 YS4                 | 16 dicembre 2006 | Mount Lemmon Survey |
| 262770 -             | 2006 YT4                 | 16 dicembre 2006 | Mount Lemmon Survey |
| 262771 -             | 2006 YY5                 | 17 dicembre 2006 | Mount Lemmon Survey |
| 262772 -             | 2006 YH7                 | 20 dicembre 2006 | NEAT                |
| 262773 -             | 2006 YR7                 | 20 dicembre 2006 | NEAT                |
| 262774 -             | 2006 YZ7                 | 20 dicembre 2006 | NEAT                |
| 262775 -             | 2006 YR8                 | 20 dicembre 2006 | Mount Lemmon Survey |
| 262776 -             | 2006 YA12                | 22 dicembre 2006 | Sposetti, S.        |
| 262777 -             | 2006 YR12                | 23 dicembre 2006 | Sposetti, S.        |
| 262778 -             | 2006 YZ12                | 25 dicembre 2006 | Sposetti, S.        |
| 262779 -             | 2006 YM13                | 18 dicembre 2006 | LINEAR              |
| 262780 -             | 2006 YO13                | 23 dicembre 2006 | CSS                 |
| 262781 -             | 2006 YN14                | 25 dicembre 2006 | Jarnac              |
| 262782 -             | 2006 YF18                | 22 dicembre 2006 | LINEAR              |
| 262783 -             | 2006 YL18                | 23 dicembre 2006 | Mount Lemmon Survey |
| 262784 -             | 2006 YS19                | 24 dicembre 2006 | Spacewatch          |
| 262785 -             | 2006 YD20                | 20 dicembre 2006 | Mount Lemmon Survey |
| 262786 -             | 2006 YO23                | 21 dicembre 2006 | Spacewatch          |
| 262787 -             | 2006 YJ25                | 21 dicembre 2006 | Spacewatch          |
| 262788 -             | 2006 YN29                | 21 dicembre 2006 | Spacewatch          |
| 262789 -             | 2006 YG34                | 21 dicembre 2006 | Spacewatch          |
| 262790 -             | 2006 YK34                | 21 dicembre 2006 | Spacewatch          |
| 262791 -             | 2006 YB37                | 21 dicembre 2006 | Spacewatch          |
| 262792 -             | 2006 YF38                | 21 dicembre 2006 | Spacewatch          |
| 262793 -             | 2006 YC39                | 21 dicembre 2006 | Spacewatch          |
| 262794 -             | 2006 YK42                | 22 dicembre 2006 | LINEAR              |
| 262795 -             | 2006 YE43                | 24 dicembre 2006 | Mount Lemmon Survey |
| 262796 -             | 2006 YS46                | 21 dicembre 2006 | Mount Lemmon Survey |
| 262797 -             | 2006 YJ47                | 22 dicembre 2006 | LINEAR              |
| 262798 -             | 2006 YY48                | 22 dicembre 2006 | LINEAR              |
| 262799 -             | 2006 YD50                | 21 dicembre 2006 | Buie, M. W.         |
| 262800 -             | 2006 YK50                | 21 dicembre 2006 | Buie, M. W.         |

## 262801-262900
| Nome              | Designazione provvisoria | Data di scoperta | Scopritore            |
| ----------------- | ------------------------ | ---------------- | --------------------- |
| 262801 -          | 2006 YP52                | 16 dicembre 2006 | Spacewatch            |
| 262802 -          | 2006 YU53                | 27 dicembre 2006 | Mount Lemmon Survey   |
| 262803 -          | 2006 YZ53                | 27 dicembre 2006 | Mount Lemmon Survey   |
| 262804 -          | 2006 YE54                | 24 dicembre 2006 | Spacewatch            |
| 262805 -          | 2006 YS54                | 27 dicembre 2006 | Mount Lemmon Survey   |
| 262806 -          | 2006 YX54                | 27 dicembre 2006 | Mount Lemmon Survey   |
| 262807 -          | 2007 AU                  | 8 gennaio 2007   | Mount Lemmon Survey   |
| 262808 -          | 2007 AW                  | 8 gennaio 2007   | Mount Lemmon Survey   |
| 262809 -          | 2007 AA5                 | 8 gennaio 2007   | Mount Lemmon Survey   |
| 262810 -          | 2007 AR5                 | 8 gennaio 2007   | Mount Lemmon Survey   |
| 262811 -          | 2007 AM7                 | 9 gennaio 2007   | Mount Lemmon Survey   |
| 262812 -          | 2007 AG8                 | 10 gennaio 2007  | Nyukasa               |
| 262813 -          | 2007 AN8                 | 10 gennaio 2007  | Nyukasa               |
| 262814 -          | 2007 AR9                 | 8 gennaio 2007   | Spacewatch            |
| 262815 -          | 2007 AA10                | 8 gennaio 2007   | Mount Lemmon Survey   |
| 262816 -          | 2007 AM10                | 10 gennaio 2007  | Spacewatch            |
| 262817 -          | 2007 AJ14                | 9 gennaio 2007   | Mount Lemmon Survey   |
| 262818 -          | 2007 AQ16                | 13 gennaio 2007  | LINEAR                |
| 262819 -          | 2007 AQ17                | 15 gennaio 2007  | LONEOS                |
| 262820 -          | 2007 AG18                | 8 gennaio 2007   | CSS                   |
| 262821 -          | 2007 AH19                | 15 gennaio 2007  | LONEOS                |
| 262822 -          | 2007 AL19                | 15 gennaio 2007  | CSS                   |
| 262823 -          | 2007 AP19                | 15 gennaio 2007  | LONEOS                |
| 262824 -          | 2007 AB21                | 10 gennaio 2007  | Mount Lemmon Survey   |
| 262825 -          | 2007 AD23                | 10 gennaio 2007  | Mount Lemmon Survey   |
| 262826 -          | 2007 AM23                | 10 gennaio 2007  | Mount Lemmon Survey   |
| 262827 -          | 2007 AN23                | 10 gennaio 2007  | Mount Lemmon Survey   |
| 262828 -          | 2007 AN27                | 10 gennaio 2007  | Mount Lemmon Survey   |
| 262829 -          | 2007 AO27                | 8 gennaio 2007   | Spacewatch            |
| 262830 -          | 2007 AY28                | 10 gennaio 2007  | Mount Lemmon Survey   |
| 262831 -          | 2007 AW29                | 10 gennaio 2007  | Mount Lemmon Survey   |
| 262832 -          | 2007 BP                  | 16 gennaio 2007  | LINEAR                |
| 262833 -          | 2007 BD1                 | 16 gennaio 2007  | CSS                   |
| 262834 -          | 2007 BY1                 | 16 gennaio 2007  | Mount Lemmon Survey   |
| 262835 -          | 2007 BE2                 | 16 gennaio 2007  | CSS                   |
| 262836 -          | 2007 BN3                 | 16 gennaio 2007  | LINEAR                |
| 262837 -          | 2007 BP3                 | 16 gennaio 2007  | LONEOS                |
| 262838 -          | 2007 BM4                 | 16 gennaio 2007  | CSS                   |
| 262839 -          | 2007 BF5                 | 17 gennaio 2007  | NEAT                  |
| 262840 -          | 2007 BM5                 | 17 gennaio 2007  | CSS                   |
| 262841 -          | 2007 BB6                 | 17 gennaio 2007  | NEAT                  |
| 262842 -          | 2007 BT6                 | 17 gennaio 2007  | NEAT                  |
| 262843 -          | 2007 BO8                 | 16 gennaio 2007  | CSS                   |
| 262844 -          | 2007 BQ10                | 17 gennaio 2007  | Spacewatch            |
| 262845 -          | 2007 BL12                | 17 gennaio 2007  | Spacewatch            |
| 262846 -          | 2007 BX16                | 17 gennaio 2007  | NEAT                  |
| 262847 -          | 2007 BR17                | 17 gennaio 2007  | Spacewatch            |
| 262848 -          | 2007 BT17                | 17 gennaio 2007  | NEAT                  |
| 262849 -          | 2007 BC19                | 18 gennaio 2007  | NEAT                  |
| 262850 -          | 2007 BK19                | 21 gennaio 2007  | LINEAR                |
| 262851 -          | 2007 BT19                | 23 gennaio 2007  | LONEOS                |
| 262852 -          | 2007 BN20                | 23 gennaio 2007  | LONEOS                |
| 262853 -          | 2007 BF21                | 23 gennaio 2007  | LINEAR                |
| 262854 -          | 2007 BQ30                | 25 gennaio 2007  | Spacewatch            |
| 262855 -          | 2007 BS31                | 23 gennaio 2007  | LINEAR                |
| 262856 -          | 2007 BP33                | 24 gennaio 2007  | Mount Lemmon Survey   |
| 262857 -          | 2007 BV33                | 24 gennaio 2007  | Mount Lemmon Survey   |
| 262858 -          | 2007 BR34                | 24 gennaio 2007  | Mount Lemmon Survey   |
| 262859 -          | 2007 BG35                | 24 gennaio 2007  | LINEAR                |
| 262860 -          | 2007 BS36                | 24 gennaio 2007  | LINEAR                |
| 262861 -          | 2007 BG38                | 24 gennaio 2007  | CSS                   |
| 262862 -          | 2007 BS38                | 24 gennaio 2007  | CSS                   |
| 262863 -          | 2007 BY38                | 24 gennaio 2007  | Spacewatch            |
| 262864 -          | 2007 BG39                | 24 gennaio 2007  | Mount Lemmon Survey   |
| 262865 -          | 2007 BZ40                | 24 gennaio 2007  | Mount Lemmon Survey   |
| 262866 -          | 2007 BD47                | 26 gennaio 2007  | Spacewatch            |
| 262867 -          | 2007 BH48                | 26 gennaio 2007  | Spacewatch            |
| 262868 -          | 2007 BS48                | 26 gennaio 2007  | Spacewatch            |
| 262869 -          | 2007 BD49                | 26 gennaio 2007  | Spacewatch            |
| 262870 -          | 2007 BM50                | 23 gennaio 2007  | LINEAR                |
| 262871 -          | 2007 BB51                | 24 gennaio 2007  | Spacewatch            |
| 262872 -          | 2007 BJ58                | 24 gennaio 2007  | CSS                   |
| 262873 -          | 2007 BR58                | 24 gennaio 2007  | CSS                   |
| 262874 -          | 2007 BV58                | 24 gennaio 2007  | CSS                   |
| 262875 -          | 2007 BD62                | 27 gennaio 2007  | Mount Lemmon Survey   |
| 262876 Davidlynch | 2007 BL73                | 21 gennaio 2007  | Merlin, J.-C.         |
| 262877 -          | 2007 BM74                | 17 gennaio 2007  | Spacewatch            |
| 262878 -          | 2007 BV74                | 27 gennaio 2007  | Mount Lemmon Survey   |
| 262879 -          | 2007 BC75                | 27 gennaio 2007  | Spacewatch            |
| 262880 -          | 2007 BT75                | 17 gennaio 2007  | Spacewatch            |
| 262881 -          | 2007 BE78                | 28 gennaio 2007  | Mount Lemmon Survey   |
| 262882 -          | 2007 BA80                | 24 gennaio 2007  | CSS                   |
| 262883 -          | 2007 CX1                 | 6 febbraio 2007  | Spacewatch            |
| 262884 -          | 2007 CQ2                 | 6 febbraio 2007  | Spacewatch            |
| 262885 -          | 2007 CM5                 | 7 febbraio 2007  | CSS                   |
| 262886 -          | 2007 CK7                 | 6 febbraio 2007  | Spacewatch            |
| 262887 -          | 2007 CD10                | 6 febbraio 2007  | Mount Lemmon Survey   |
| 262888 -          | 2007 CG13                | 6 febbraio 2007  | Lin, H.-C., Ye, Q.-z. |
| 262889 -          | 2007 CW14                | 7 febbraio 2007  | Mount Lemmon Survey   |
| 262890 -          | 2007 CJ17                | 8 febbraio 2007  | Mount Lemmon Survey   |
| 262891 -          | 2007 CM17                | 8 febbraio 2007  | Mount Lemmon Survey   |
| 262892 -          | 2007 CA20                | 6 febbraio 2007  | NEAT                  |
| 262893 -          | 2007 CP20                | 6 febbraio 2007  | Mount Lemmon Survey   |
| 262894 -          | 2007 CU21                | 6 febbraio 2007  | NEAT                  |
| 262895 -          | 2007 CB23                | 6 febbraio 2007  | Mount Lemmon Survey   |
| 262896 -          | 2007 CH25                | 8 febbraio 2007  | Spacewatch            |
| 262897 -          | 2007 CA30                | 6 febbraio 2007  | Mount Lemmon Survey   |
| 262898 -          | 2007 CX33                | 6 febbraio 2007  | Mount Lemmon Survey   |
| 262899 -          | 2007 CF40                | 6 febbraio 2007  | Mount Lemmon Survey   |
| 262900 -          | 2007 CF42                | 7 febbraio 2007  | Mount Lemmon Survey   |

## 262901-263000
| Nome                  | Designazione provvisoria | Data di scoperta | Scopritore          |
| --------------------- | ------------------------ | ---------------- | ------------------- |
| 262901 -              | 2007 CV42                | 7 febbraio 2007  | Mount Lemmon Survey |
| 262902 -              | 2007 CQ44                | 8 febbraio 2007  | NEAT                |
| 262903 -              | 2007 CC46                | 8 febbraio 2007  | NEAT                |
| 262904 -              | 2007 CE46                | 8 febbraio 2007  | NEAT                |
| 262905 -              | 2007 CS46                | 8 febbraio 2007  | NEAT                |
| 262906 -              | 2007 CT46                | 8 febbraio 2007  | NEAT                |
| 262907 -              | 2007 CV46                | 8 febbraio 2007  | NEAT                |
| 262908 -              | 2007 CU50                | 13 febbraio 2007 | CSS                 |
| 262909 -              | 2007 CA51                | 11 febbraio 2007 | Durig, D. T.        |
| 262910 -              | 2007 CL51                | 15 febbraio 2007 | Ory, M.             |
| 262911 -              | 2007 CE52                | 9 febbraio 2007  | CSS                 |
| 262912 -              | 2007 CW52                | 13 febbraio 2007 | Mount Lemmon Survey |
| 262913 -              | 2007 CF53                | 13 febbraio 2007 | LINEAR              |
| 262914 -              | 2007 CW54                | 15 febbraio 2007 | Bickel, W.          |
| 262915 -              | 2007 CZ54                | 10 febbraio 2007 | CSS                 |
| 262916 -              | 2007 CK58                | 9 febbraio 2007  | CSS                 |
| 262917 -              | 2007 CC61                | 13 febbraio 2007 | LINEAR              |
| 262918 -              | 2007 CA62                | 10 febbraio 2007 | CSS                 |
| 262919 -              | 2007 CB64                | 15 febbraio 2007 | Birtwhistle, P.     |
| 262920 -              | 2007 CN64                | 8 febbraio 2007  | Spacewatch          |
| 262921 -              | 2007 CR64                | 10 febbraio 2007 | Mount Lemmon Survey |
| 262922 -              | 2007 CH65                | 13 febbraio 2007 | Mount Lemmon Survey |
| 262923 -              | 2007 DD2                 | 16 febbraio 2007 | CSS                 |
| 262924 -              | 2007 DH4                 | 16 febbraio 2007 | Mount Lemmon Survey |
| 262925 -              | 2007 DS4                 | 17 febbraio 2007 | Spacewatch          |
| 262926 -              | 2007 DA7                 | 16 febbraio 2007 | CSS                 |
| 262927 -              | 2007 DQ8                 | 17 febbraio 2007 | Spacewatch          |
| 262928 -              | 2007 DQ9                 | 17 febbraio 2007 | Spacewatch          |
| 262929 -              | 2007 DS9                 | 17 febbraio 2007 | LINEAR              |
| 262930 -              | 2007 DF12                | 16 febbraio 2007 | NEAT                |
| 262931 -              | 2007 DM12                | 16 febbraio 2007 | CSS                 |
| 262932 -              | 2007 DB17                | 17 febbraio 2007 | Spacewatch          |
| 262933 -              | 2007 DY17                | 17 febbraio 2007 | Spacewatch          |
| 262934 -              | 2007 DO19                | 17 febbraio 2007 | Spacewatch          |
| 262935 -              | 2007 DW19                | 17 febbraio 2007 | Spacewatch          |
| 262936 -              | 2007 DJ21                | 17 febbraio 2007 | Spacewatch          |
| 262937 -              | 2007 DG25                | 17 febbraio 2007 | Spacewatch          |
| 262938 -              | 2007 DK27                | 17 febbraio 2007 | Spacewatch          |
| 262939 -              | 2007 DY28                | 17 febbraio 2007 | Spacewatch          |
| 262940 -              | 2007 DT30                | 17 febbraio 2007 | Spacewatch          |
| 262941 -              | 2007 DC31                | 17 febbraio 2007 | Spacewatch          |
| 262942 -              | 2007 DO32                | 17 febbraio 2007 | Spacewatch          |
| 262943 -              | 2007 DA33                | 17 febbraio 2007 | Spacewatch          |
| 262944 -              | 2007 DH37                | 17 febbraio 2007 | Spacewatch          |
| 262945 -              | 2007 DT41                | 16 febbraio 2007 | Mount Lemmon Survey |
| 262946 -              | 2007 DB43                | 17 febbraio 2007 | Mount Lemmon Survey |
| 262947 -              | 2007 DT45                | 21 febbraio 2007 | Spacewatch          |
| 262948 -              | 2007 DG48                | 21 febbraio 2007 | Mount Lemmon Survey |
| 262949 -              | 2007 DE51                | 17 febbraio 2007 | Spacewatch          |
| 262950 -              | 2007 DK52                | 19 febbraio 2007 | Spacewatch          |
| 262951 -              | 2007 DN58                | 21 febbraio 2007 | Spacewatch          |
| 262952 -              | 2007 DC60                | 23 febbraio 2007 | CSS                 |
| 262953 -              | 2007 DL75                | 21 febbraio 2007 | Spacewatch          |
| 262954 -              | 2007 DN75                | 21 febbraio 2007 | Spacewatch          |
| 262955 -              | 2007 DC76                | 21 febbraio 2007 | Spacewatch          |
| 262956 -              | 2007 DA77                | 22 febbraio 2007 | CSS                 |
| 262957 -              | 2007 DQ77                | 22 febbraio 2007 | Spacewatch          |
| 262958 -              | 2007 DC78                | 23 febbraio 2007 | CSS                 |
| 262959 -              | 2007 DN84                | 22 febbraio 2007 | Calvin College      |
| 262960 -              | 2007 DY88                | 23 febbraio 2007 | Spacewatch          |
| 262961 -              | 2007 DT90                | 23 febbraio 2007 | Spacewatch          |
| 262962 -              | 2007 DY91                | 23 febbraio 2007 | Mount Lemmon Survey |
| 262963 -              | 2007 DH95                | 23 febbraio 2007 | Spacewatch          |
| 262964 -              | 2007 DH96                | 23 febbraio 2007 | Mount Lemmon Survey |
| 262965 -              | 2007 DR99                | 25 febbraio 2007 | Mount Lemmon Survey |
| 262966 -              | 2007 DO101               | 26 febbraio 2007 | CSS                 |
| 262967 -              | 2007 DT105               | 17 febbraio 2007 | Spacewatch          |
| 262968 -              | 2007 DO115               | 21 febbraio 2007 | Mount Lemmon Survey |
| 262969 -              | 2007 DN116               | 16 febbraio 2007 | CSS                 |
| 262970 -              | 2007 EB1                 | 6 marzo 2007     | NEAT                |
| 262971 -              | 2007 EH9                 | 9 marzo 2007     | Mount Lemmon Survey |
| 262972 Petermansfield | 2007 ER9                 | 9 marzo 2007     | Casulli, V. S.      |
| 262973 -              | 2007 ET10                | 9 marzo 2007     | Spacewatch          |
| 262974 -              | 2007 EK12                | 9 marzo 2007     | NEAT                |
| 262975 -              | 2007 EK14                | 9 marzo 2007     | NEAT                |
| 262976 -              | 2007 EV16                | 9 marzo 2007     | Spacewatch          |
| 262977 -              | 2007 EX17                | 9 marzo 2007     | Mount Lemmon Survey |
| 262978 -              | 2007 EN19                | 10 marzo 2007    | Mount Lemmon Survey |
| 262979 -              | 2007 EL24                | 10 marzo 2007    | Mount Lemmon Survey |
| 262980 -              | 2007 EE25                | 10 marzo 2007    | Mount Lemmon Survey |
| 262981 -              | 2007 EJ30                | 9 marzo 2007     | NEAT                |
| 262982 -              | 2007 EG31                | 10 marzo 2007    | Spacewatch          |
| 262983 -              | 2007 EK43                | 9 marzo 2007     | Spacewatch          |
| 262984 -              | 2007 EX43                | 9 marzo 2007     | Spacewatch          |
| 262985 -              | 2007 EG46                | 9 marzo 2007     | Mount Lemmon Survey |
| 262986 -              | 2007 EC48                | 9 marzo 2007     | Spacewatch          |
| 262987 -              | 2007 EA54                | 11 marzo 2007    | Spacewatch          |
| 262988 -              | 2007 EJ62                | 10 marzo 2007    | Spacewatch          |
| 262989 -              | 2007 ER70                | 10 marzo 2007    | Spacewatch          |
| 262990 -              | 2007 EP80                | 11 marzo 2007    | Spacewatch          |
| 262991 -              | 2007 EA83                | 12 marzo 2007    | Spacewatch          |
| 262992 -              | 2007 EC90                | 9 marzo 2007     | Mount Lemmon Survey |
| 262993 -              | 2007 EE90                | 9 marzo 2007     | Mount Lemmon Survey |
| 262994 -              | 2007 EJ92                | 10 marzo 2007    | Spacewatch          |
| 262995 -              | 2007 EP97                | 11 marzo 2007    | Spacewatch          |
| 262996 -              | 2007 EU98                | 11 marzo 2007    | Spacewatch          |
| 262997 -              | 2007 EK106               | 11 marzo 2007    | Spacewatch          |
| 262998 -              | 2007 EW106               | 11 marzo 2007    | LONEOS              |
| 262999 -              | 2007 EP109               | 11 marzo 2007    | Spacewatch          |
| 263000 -              | 2007 ET109               | 11 marzo 2007    | Spacewatch          |